# ویلیامز (مینه‌سوتا)
ویلیامز، مینه‌سوتا (به انگلیسی: Williams, Minnesota) یک شهر در ایالات متحده آمریکا است که در شهرستان لیک وودز، مینه‌سوتا واقع شده‌است.

## خصوصیات
ویلیامز ۲٫۵۱ کیلومترمربع مساحت و ۱۹۱ نفر جمعیت دارد و ۳۵۱ متر بالاتر از سطح دریا واقع شده‌است.